# 558. Grenadier-Division
La 558. Grenadier-Division fu una divisione dell'esercito tedesco attiva durante la seconda guerra mondiale che venne creata nel luglio 1944 e fu schierata lungo il fronte orientale. Venne riorganizzata nell'ottobre 1944 nella 558. Volksgrenadier-Division che venne distrutta dai sovietici nell'aprile 1945.

## Storia

### 558. Grenadier-Division
La 558. Grenadier-Division fu costituita l'11 luglio 1944, nell'area di addestramento militare di Grafenwöhr. A partire da settembre 1944, fu schierata in Lituania, nella zona di Suwałki con la 4. Armee. Il 9 ottobre 1944, fu ribattezzata 558. Volksgrenadier-Division.

### 558. Volksgrenadier-Division
La 558. Volksgrenadier-Division fu costituita il 9 ottobre 1944 ribattezzando la 558. Grenadier-Division. Nel gennaio 1945 combatté nella Prussia orientale e tra febbraio e marzo ad Heiligenbeil. I resti della divisione furono fatti prigionieri dalle truppe dell'armata rossa vicino a Pillau, nell'aprile 1945.

## Ordine di battaglia
558. Grenadier-Division
- Grenadier-Regiment 1122
- Grenadier-Regiment 1123
- Grenadier-Regiment 1124
- Artillerie-Regiment 1558
- Füsilier-Kompani e558
- Divisionseinheiten 1558

558. Volksgrenadier-Division
- Grenadier-Regiment 1122
- Grenadier-Regiment 1123
- Grenadier-Regiment 1124
- Artillerie-Regiment 1558
- Füsilier-Kompanie 558
- Divisionseinheiten 1558

## Decorazioni
Alcuni soldati della 558. Volksgrenadier-Division furono premiati per le loro azioni in guerra:
- Croce Tedesca
  - in oro: 4
- Croce di Cavaliere della croce di ferro: 6
- Distintivo per combattimenti ravvicinati:
  - in bronzo: 1

## Comandanti
558. Volksgrenadier-Division
- Generalleutnant Werner von Bercken (9 ottobre 1944 - aprile 1945)